# 李遇
李遇（8世纪—791年6月27日），唐朝皇子，是唐代宗李豫第十六子。他的生母姓名不详，《册府元龟》称为端王太妃，可知贞元十一年八月唐德宗因端王太妃薨逝而废朝。
生年不详，从异母兄李迥生年推断，当在750年之后。大历十年（775年），李遇被父亲唐代宗封为端王，没有领节度使。唐德宗贞元七年（791年）五月廿二，端王李遇去世。端王有一子新兴郡王、卫尉卿李誠，贞元四年（788年）受封。

## 延伸阅读
[在维基数据编辑]
 《舊唐書·卷116》，出自刘昫《舊唐書》